# Лафайет (град, Орегон)
Вижте пояснителната страница за други значения на Лафайет.
Лафайет (на английски: Lafayette) е град в окръг Ямхил, щата Орегон, САЩ. Лафайет е с население от 3440 жители (2006) и обща площ от 2,3 km². Намира се на 48,8 m надморска височина. ЗИП кодът му е 97127, а телефонният му код е 503.